# Karaoke (canción)
«Karaoke» es una canción y sencillo del músico de rock argentino Gustavo Cerati, lanzada el 13 de enero de 2003 como segundo sencillo de su tercer álbum de estudio solista, Siempre es hoy (2002). Fue escrita por el mismo músico. Es una de las canciones más destacadas del disco, y fue constantemente tocada en los conciertos de la gira del álbum, y durante la segunda mitad de la gira Ahí Vamos (2007).

## Historia
Luego de crear y producir el álbum de estudio Bocanada en 1999, que estaba compuesto por música electrónica, pero orientada a la experimentación y sonidos soñadores, juntada con música sinfónica (como se podía apreciar en «Río Babel»), Gustavo Cerati continuó con esta influencia al crear al año siguiente +Bien, como banda sonora para la película del mismo nombre, y 11 episodios sinfónicos, en el cual interpretaba en vivo las canciones de su carrera como solista y como líder de Soda Stereo.
Sin embargo, al regresar al estudio, combinó la ya explorada música electrónica con sonidos de rock, para dar paso a Siempre es hoy. Karaoke, una de las canciones del álbum, fue una de las canciones que más estuvo influenciada por este tipo de mezcla.
En el año anterior (2001), Cerati se estaba divorciando de la madre de sus hijos, Cecilia Amenábar, entonces los medios supusieron que la letra de «Karaoke» estaba dedicada a ella. En 2006 para el programa "Videoteca" de Much Music desmintió esta teoría y contó que por esto le sugirió al director Sebastián Sánchez que el videoclip describa lo que en realidad hablaba la canción; una crítica a los realities shows.

## Música
La canción es una mezcla entre rock y música electrónica. El sonido que se preserva durante toda la canción, uno electrónico, es realmente un sample de la canción La carta de Violeta Parra.

### Letra
En una entrevista para un medio local, Gustavo Cerati explicó el significado de la canción:
"Karaoke" de Gustavo Cerati es una canción sobre un antiguo amante que ha seguido adelante y ha encontrado un nuevo amor, dejando al narrador sintiéndose innecesario y olvidado. Las letras sugieren que aunque el narrador pudo haber conocido bien a esta persona en algún momento, ahora no son más que un extraño. El coro hace referencia a la idea de un "espectáculo", sugiriendo que la persona ha seguido adelante hacia una nueva vida en la que está actuando y buscando atención.
El segundo verso sugiere que la persona está actuando e improvisando para entretenerse a sí misma, lo que indica que quizás está haciendo un espectáculo para sí misma en lugar de para los demás. El coro repite la idea del "espectáculo", indicando que la persona ahora vive una vida de entretenimiento y espectáculo.
El final repite la súplica de ser convencido, lo que sugiere que el narrador está tratando de entender por qué ha sido dejado atrás y olvidado. La repetición de "convénceme" enfatiza el deseo del narrador de ser convencido de que todavía son importantes para la persona que ha seguido adelante.
En general, "Karaoke" es una reflexión melancólica sobre el final de una relación y los sentimientos de abandono que pueden acompañarlo. La imagen de un "espectáculo" y la repetición de la frase "convénceme" agregan capas de significado a las letras, sugiriendo que la persona ha seguido adelante hacia una nueva vida en la que busca validación y atención a través de la actuación.

## Otras versiones

### Reversiones: Siempre es hoy
En el álbum de remixes Reversiones: Siempre es hoy, lanzado en 2003, se incluye un remix de este tema creado por Capri. Esta versión fue tocada en las giras, y es la que abre el disco de remixes.

### Viña del Mar
En 2007, como parte de su presentación en Viña del Mar, Cerati interpretó la canción. En esta versión, Cerati cambió un "Convénceme" por "Concédanme", haciendo referencia a las Gaviotas como premio.
Esta versión es similar a la original, aunque la guitarra es más fuerte en las secciones.

## Personal
- Gustavo Cerati: Voz, guitarras, sintes, mpc, rhodes, bajo y programaciones.
- Flavius Etcheto: laptop, trompeta, guitarra y sampler.
- Leandro Fresco: Coros, sintes, sampler, rhodes y percusión.
- Fernando Nalé: Bajo y contrabajo.
- Pedro Moscuzza: Batería y percusión.
- Javier Zuker: Scratches y loops.[1]
- Loló Gasparini: Coros - Gira Siempre es hoy.

## Posicionamiento en listas
| Lista (2003)       | Mejor posición |
| ------------------ | -------------- |
| Paraguay (Notimex) | 5              |